# Итиносеки
Итиносеки (яп. 一関市 Итиносэки-си) — город в Японии, находящийся в префектуре Иватэ. Площадь города составляет 1256,25 км², население — 122 283 человека (1 августа 2014), плотность населения — 97,34 чел./км².

## Географическое положение
Город расположен на острове Хонсю в префектуре Иватэ региона Тохоку. С ним граничат города Рикудзентаката, Осю, Курихара, Томе, Кесеннума, посёлки Хираидзуми, Фудзисава, Сумита и село Хигасинарусе.

## Население
Население города составляет 122 283 человека (1 августа 2014), а плотность — 97,34 чел./км². Изменение численности населения с 1980 по 2005 годы:
| 1980 | 136 031 чел. |  |
| 1985 | 134 848 чел. |  |
| 1990 | 133 747 чел. |  |
| 1995 | 133 138 чел. |  |
| 2000 | 130 373 чел. |  |
| 2005 | 125 818 чел. |  |

## Символика
Деревом города считается Fagus crenata, цветком — Brassica rapa, птицей — Cettia diphone.